# Chabria laysi
Chabria laysi – gatunek chrząszcza z rodziny stonkowatych.
Gatunek ten opisany został w 2002 roku przez Lwa N. Miedwiediewa.
Chrząszcz o jajowatym ciele długości od 8 do 8,8 mm, z wierzchu silnie błyszczącym. Ubarwiony żółtawobrązowo do czerwonożółtawobrązowego z jaśniejszymi czułkami, rudymi nasadami pokryw i czarnymi: pokrywami, goleniami, stopami i częściowo udami. Na punktowanej głowie obecne trójkątne guzki czołowe. Dwukrotnie szersze niż dłuższe przedplecze ma łukowate i ostro kanciaste przed pogrubionymi kątami przednimi boczne krawędzie. Pokrywy są prawie niepunktowane. Samiec ma na spodzie edeagusa dwa punktowane, owłosione wgłębienia, oddzielone wyniosłością opatrzoną podłużnym, płytkim rowkiem.
Owad znany tylko z filipińskiej wyspy Mindanao, z prowincji South Cotabato.